# Mia Verbeelen
Mia Verbeelen is een Belgisch verhalenverteller en schrijver. In 2015 werd zij tijdens het Vertel Event van de Stichting Vertellen uitgeroepen tot de eerste vertelambassadeur voor Nederland en Vlaanderen.
Verbeelen heeft Cultureel management gestudeerd aan de Hogeschool voor de Kunsten Utrecht. Van 1976 tot 2006 woonde zij in Tiel. Daar was zij lid van het vertellerscollectief O'Rare, en schreef onder meer verschillende Flipje-albums. Sinds zij is teruggekeerd naar Antwerpen, werkt zij als verteller-educator in het Sprookjeshuis (Provincie Antwerpen), is staflid-docente aan de Nederlandse Vertelacademie, programmeur/adviseur van vertelfestivals in Utrecht en Amsterdam, en is aangesloten bij Het Verteltheater in Utrecht.
In 2017 was zij de eerste afgestudeerde Vertelkunst bij Veva Gerard, aan de Stedelijke Academie in Lier.